# Step into Liquid
Step into Liquid ist ein US-amerikanischer Surffilm aus dem Jahr 2003.
Erstmals wurde der Film am 7. Mai 2003 auf dem Tribeca Film Festival in New York, USA gezeigt. Die offizielle Premiere fand am 5. August 2003 in den USA statt. Am 8. August 2003 wurde der Film an weiteren ausgewählten Standorten in den USA und ab dem 29. August weltweit in den Kinos gezeigt. Am 20. April 2004 erschien der Film auf DVD.

## Handlung
Der Dokumentarfilm des Regisseurs und Drehbuchautors Dana Brown zeigt nicht nur die Leidenschaft, sondern auch die Motivation der unterschiedlichsten Surfer zu diesem Wassersport. Dabei werden nicht nur professionelle Surfer an den schönsten, ungewöhnlichsten und wichtigsten Surf Spots weltweit vorgestellt, sondern auch eine große Vielfalt leidenschaftlicher Anhänger. Browns Interviews mit passionierten Surfern, Surfprofis und Zeitzeugen veranschaulichen eindrucksvoll die unterschiedlichen Facetten des Surfsports und zeigen die wahre Motivation der Sportler.
Der Film beinhaltet unter anderem beeindruckende Aufnahmen von der kalifornischen Pazifikküste, Costa Rica, Tahiti, Vietnam und den Osterinseln bis hin zur berühmten Pipeline von Hawaii und zu den Riesenwellen von Cortes Bank, die das Big-Wave-Surfen nachhaltig geprägt haben.

## Sonstiges
Dana Brown ist selbst passionierter Surfer und der Sohn von Bruce Brown, dem Regisseur des legendären Surffilms The Endless Summer. Der Film Step into Liquid war sein erstes eigenes Projekt.

## Kritik
„Eine grosse, poetische Liebeserklaerung an die Passion des Surfens.“